# San Francisco (Leyte do Sul)
San Francisco é um município de  quinta classe de renda municipal (d) na província Leyte do Sul, nas Filipinas. De acordo com o censo de 1 de maio  de  2020 possui uma população de 13 436 pessoas e 3 300 domicílios.